# Comuna Dolișna, Strîi
Dolișna (în ucraineană Долішна) este o comună în raionul Strîi, regiunea Liov, Ucraina, formată din satele Dolișna (reședința), Horișnie, Nîjnea Lukavîțea, Smoleanîi și Verhnea Lukavîțea.

## Demografie
Componența lingvistică a comunei Dolișna
     Ucraineană (99,72%)
     Alte limbi (0,22%)
Conform recensământului din 2001, majoritatea populației comunei Dolișna era vorbitoare de ucraineană (99,72%), existând în minoritate și vorbitori de alte limbi.